# Rumex rupestris
Rumex rupestris är en slideväxtart som beskrevs av Le Gall. Rumex rupestris ingår i släktet skräppor, och familjen slideväxter. Inga underarter finns listade i Catalogue of Life.
Blomman är rödaktig.